# Peter Braukmann

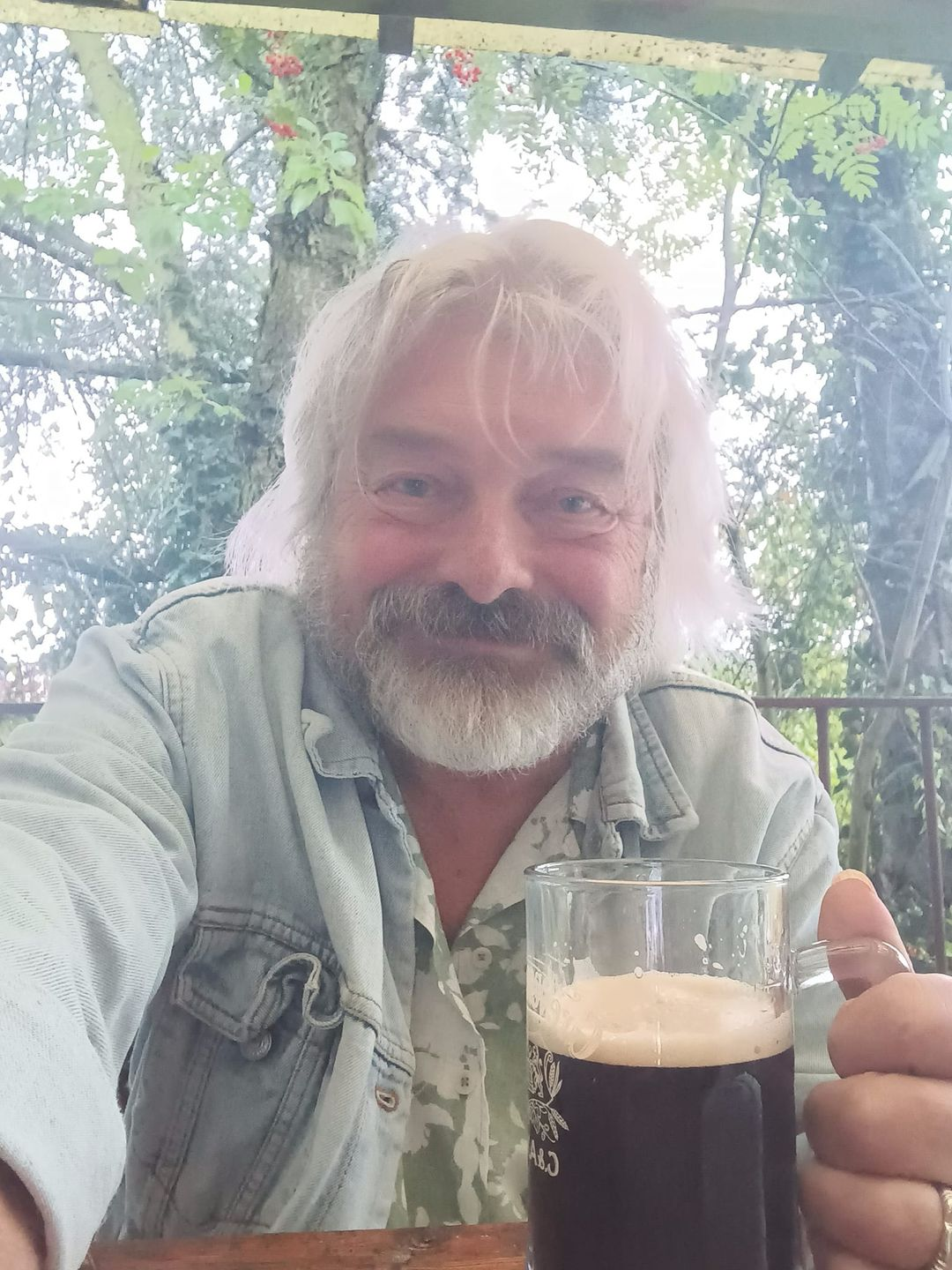
Peter Braukmann

Peter Braukmann (* 23. Januar 1953 in Hildesheim in Niedersachsen) ist ein deutscher Musiker und Kriminalautor. Bekannt wurde er mit seinem Musikduo Schnappsack und durch seine Arbeit als Produzent von Kabarett-Schallplatten und Radiosendungen sowie redaktionelle Arbeiten für Monty Python’s Flying Circus (Untertitelung für NDR), RTL Samstag Nacht sowie Sat.1-Sendungen wie Die Wochenshow oder Hausmeister Krause. Seit 2008 lebt und arbeitet Peter Braukmann als freier Autor in Meißen.

## Leben
Peter Braukmann wurde in der Stadt Hildesheim geboren.
Er wuchs in Bockenem im Ambergau auf. 1971 beendete er sein Abitur in Seesen und begann mit dem Studium der Pädagogik.
Peter Braukmann ist verheiratet und hat zwei Kinder Zoë und Seán, und aus früheren Ehen die Kinder Gesche, Ole und Nora.

## Karriere
1977 begann Peter Braukmann als Profimusiker mit dem Musikduo Schnappsack, mit dem er Tourneen in Europa durchführte und im Fernsehen und im Radio auftrat. Die erste LP, im Jahr 1978, wurde auf dem eigenen Label Rillenschlange veröffentlicht. Die zweite LP und die erste Single wurden 1982 veröffentlicht, diesmal mit der Peter-Braukmann-Band.
In den Jahren von 1983 bis 1989 war er Produzent von Kabarett-Schallplatten und Radiosendungen und arbeitete mit Elke Heidenreich, Gerd Dudenhöffer, Erika Pluhar und Stephan Wald zusammen. Von 1990 bis 2004 befasste er sich mit redaktionellen Arbeiten wie Monty Python, RTL Samstag Nacht, Comedy Factory für ProSieben und Die Wochenshow in Sat.1. Von 2013 bis 2015 nahm er die Arbeit an mehreren Romanen auf, von denen er bisher sechs Werke veröffentlichte. Seine Lieder, allen voran "Wir sahen nicht die Raben in der Nacht", fanden sich über den Jahren immer wieder auf vorderen Rängen der Liederbestenliste. Drei seiner Tonträger (Peter & Deborah 2011, Rote Schuh 2013 und Hochseil 2020) wurden für die Vierteljahresliste des deutschen Schallplattenpreises nominiert. Seine 2024er Albumproduktion Two Sides of a Song, auf der er mit seinem Freund Barney Hallmann deutsche Folksongs in englischer und deutscher Sprache singt, hat ihm zu einem Auftritt auf dem "Fiddler's Green Folkfestival in Rostrevor" verholfen.

## Filmografie
- 1984: Musikerträume, ZDF-Jugendmagazin direkt (Autor)
- 1990: Queens Palace im hr-fernsehen (Redakteur und Autor)
- 1991: Monty Python’s Flying Circus im NDR (Autor der Untertitelung)
- 1992: Mike Krüger Show in Sat.1 (Sketchautor)
- 1992: Conny (Autor und Regie)
- 1993: RTL Samstag Nacht im RTL (Development und internationale Beratung)
- 1994: Comedy Factory auf Pro Sieben (Development)
- 1995: Brainpool (Head of Development für “Die Wochenshow”)
- 1996–1998: Hausmeister Krause in Sat.1 (Redakteur)
- 1996–1998: Harald Juhnke Sketche (Redakteur)
- 1996–1998: Sitcom: Polizeistation (Redakteur)
- 1996–1999: Wunderbare Welt der Comedy (Redakteur)
- 1996–1999: Monty Python’s Flying Circus (Buch und Regie der Folgen 28 bis 38 in Vertretung von Lennard)
- 1996–1999: Hospital (Buch und Regie)
- 1996–1999: Witzige Welt (Autor)
- 1996–1999: Kids in the Hall (Buch und Regie)
- 1996–1999: Saturday Night (Buch und Regie)
- 1996–1999: Not the Nine o’clock News (Buch und Regie)
- 1999: „Junior TV“ in der Trickompany Hamburg (Development)
- 2001: Wunderbare Welt des Schwachsinns für RTL II (Buch und Regie)
- 2002: Die DIA Show für RTL II (Buch und Synchronregie)
- 2003: „Helmi“ für RTL II (Regie)
- 2004: „Oli und Pia“ für Magmafilm (Development)

## Diskografie
- 1978: Schnappschuss, LP (mit Schnappsack)
- 1981: Ich habe meine Träume noch, LP (Peter Braukmann Band)
- 1982: Na Und? LP (Peter Braukmann Band)
- 1982: Bury My Heart At Wounded Knee, Single (Peter Braukmann Band)
- 2006: Volume 1, LP (SCHÖNEWEILE)
- 2008: Geh Meinen Weg, LP (Schnappsack)
- 2006: Auf Einem Baum Ein Kuckuck, Single (SCHÖNEWEILE)
- 2011: Wird mir ein Vergnügen sein, LP (Peter&Deborah)
- 2013: Rote Schuh, LP (Peter Braukmann)
- 2014: Best Of Schnappsack, LP (Schnappsack)
- 2015: Mädchen Aus Meißen, LP (SCHÖNEWEILE)
- 2020: Hochseil, LP
- 2024: Two Sides of a Song

## Werke
- 2014: Die Inseln. Edition Narrenflug Verlag
- 2015: Liebesgrüße aus Meißen. Bild und Heimat Verlag, ISBN 978-3-95958-019-9.
- 2016: Meißen sehen und sterben. Edition Sächsische Zeitung, 176 S.
- 2017: Endstation Meißen, Tod Arschkrampe. Nova MD Verlag, ISBN 978-3-96111-136-7
- 2017: Falsche Engel küsst man nicht. Nova MD Verlag, ISBN 978-3-96111-280-7
- 2018: Traumwelt: Kampf um die Sieben Tore (und Gabriele Haefs)
- 2019: Rächer der Blauen Schwerter
- 2021: Schröder sitzt